# Thraxan simulatus
Thraxan simulatus är en tvåvingeart som beskrevs av Yeates och Christine Lynette Lambkin 1998. Thraxan simulatus ingår i släktet Thraxan och familjen svävflugor. Inga underarter finns listade i Catalogue of Life.